# Emma Igual
Emma Igual (Barcelona 9 de octubre de 1990 -  Chasiv Yar, 9 de septiembre de 2023) fue una cooperante, activista y trabajadora social española fallecida en la Guerra de Ucrania por el ataque de un proyectil ruso. Fue cofundadora de la ONG Road to Relief.

## Formación y Desarrollo
Emma Igual era Licenciada en Ciencias Políticas por la Universidad de Barcelona, contaba con varios postgrados en Trabajo Social (UNED) Ayuda Humanitaria (UOC), Relaciones Internacionales (Universidad de Copenhague) y Ciencias Políticas (Universidad de Berkeley).
Fue cofundadora y dirigía la ONG Road to Relief, que desarrollaba la evacuación de civiles en conflictos. Se había especializado en la protección de niños en situaciones de emergencias y había trabajado con varias organizaciones en Grecia, Myanmar, Kenia y Marruecos. También había investigado sobre cooperación para varias universidades y para Naciones Unidas.
Trabajó como voluntaria para Amnistía Internacional entre 2009 y 2012; además de labores de gestión de voluntarios y coordinación de proyectos, investigó el estado de los derechos humanos en diversos países en desarrollo. También ejerció como profesora de inglés en Grecia, España y Kenia.
En 2015 Igual era la responsable de la sectorial Paz y derechos humanos de Jóvenes de Izquierda Verde, las juventudes de Iniciativa per Catalunya. También fue una de las responsables en Barcelona del movimiento político Diem25 (Democracia en Europa Movimiento 2025), impulsado por el exministro de Economía griego Yanis Varufakis.
Desde marzo de 2022 se involucró en el conflicto ucraniano dirigiendo la ONG Road to Relief para la evacuación de civiles.

## Ataque ruso
Emma Igual viajaba desde Sloviansk hacia Ivanivske en un convoy de cooperantes. En su vehículo viajaban el voluntario médico alemán Ruben Mawick, el voluntario sueco Johan Mathias Thyr, el canadiense Anthony 'Tonko' Ihnat y ella. A 8 km de Ivanivske , el vehículo recibió un impacto directo de un misil ruso, explosionó y volcó. Fallecieron Anthony Ihnat y Emma Igual.
El 22 de septiembre de 2023, el ministro de Asuntos Exteriores, José Manuel Albares, confirmó que, tras hablar con el fiscal jefe de la Corte Penal Internacional, Karim Khan, el asesinato de Igual sería investigado como un crimen de guerra.
La cooperante recibió, a título póstumo, la Gran Cruz de Isabel la Católica.